# Sant Liuç e la Fenassa
Sant Lionç e la Fenassa (en francès Saint-Lieux-Lafenasse) és un municipi francès situat al departament del Tarn i a la regió d'Occitània.

## Geografia

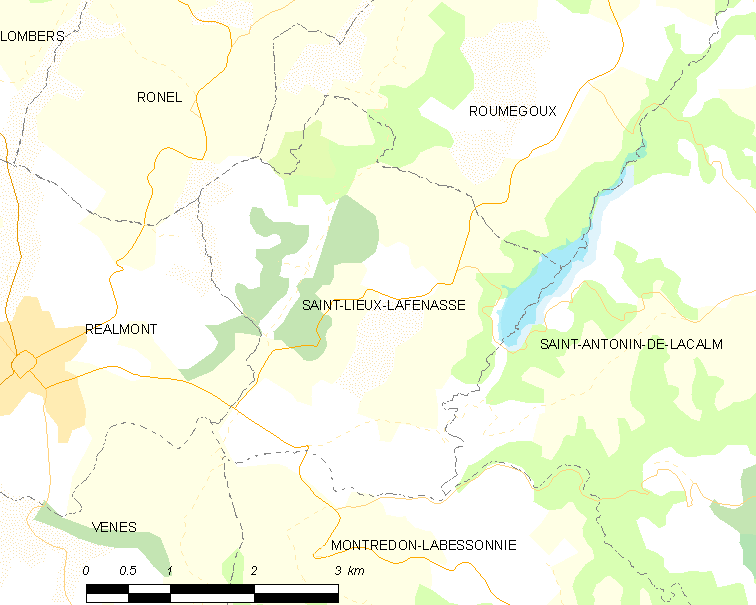
Mapa de la comuna de Sant Lionç e la Fenassa

## Administració i política
| Període | Identitat     | Partit |
| ------- | ------------- | ------ |
| 2008-   | Serge Chanaud | PCF    |

## Demografia
| 1962                                       | 1968 | 1975 | 1982 | 1990 | 1999 | 2007 |
| ------------------------------------------ | ---- | ---- | ---- | ---- | ---- | ---- |
| 487                                        | 497  | 392  | 348  | 362  | 399  | 428  |
| Des de 1962: població sense dobles comptes |      |      |      |      |      |      |